# فريق كاكاشي

الشخصيات الرئيسية لفريق كاكاشي

فريق كاكاشي أو الفريق السابع هم أفراد فريق نينجا في عالم النينجا الخيالي لسلسلة أنمي ومانغا ناروتو، فريق كاكاشي هو فريق من الشينوبي من قرية الورق المخفية، يقودهم الجونين هاتاكي كاكاشي، والأعضاء الأصليين كانوا هاتاكي كاكاشي ( القائد )، أوزوماكي ناروتو، أوتشيها ساسكى، وهارونو ساكرا. حيث أن هذا الفريق هم أبطال القصة الرئيسيين والذين حصلوا على معظم وقت عرض الأنمي، وكانوا مشتركون في الجزء الأكبر من الأحداث.

## شخصيات الفريق

### الشخصيات الرئيسية

#### كاكاشي هاتاكي
كاكاشي هاتاكي (باليابانية: はたけカカシ)، مدرب الفريق السابع، وابن ساكومو هاتاكي، المعروف بمخلب كونوها الأبيض، وهو أحد النينجا الذين تدربوا على يد الهوكاغي الرابع. يمتلك الشارينغان في عينه اليسرى، التي أهداه إياها زميله السابق في الفريق، أوبيتو أوتشيها، ويلقب أحيانا بكاكاشي الناسخ لنسخه أكثر من ألف تقنية بتلك العين. يعتبر كاكاشي من رتبة النينجا الجونين وهي أقل من مرتبة الهوكاغي برتبة واحدة فقط، ويعد كاكاشي من أبرز الشخصيات في السلسلة. أصبح كاكاشي فيما بعد مرشحًا لمنصب الهوكاغي، ثم أصبح قائد للفرقة الثالثة «فرقة القتال بوسط المعركة» تحت لواء قوات النينجا المتحالفة في الحرب العظمى الرابعة.

#### ناروتو أوزوماكي
ناروتو أوزوماكي (باليابانية: うずまきナルト)، الشخصية الرئيسية الأولى في المسلسل والذي تدور من حوله أحداث متغيرة بين الخير والشر، الصداقة والمحبة، الفرح والحزن. كان ناروتو وحيداً في البداية، لذا كان يفعل الأشياء بحماقة وذلك لكي يجذب أنظار الناس إليه. لم يرد الناس الاختلاط به في البداية (لأن هنالك وحشاً خُتم في جسده وهو صغير)؛ لكنه وجد أصحاباً واعتبرهم كنزاً ثميناً لا يمكن التفريط به لذا كان على استعداد للموت لإنقاذهم. وهكذا تبدأ حكاية المسلسل عندما يبدأ ناروتو التدرب على يدي كاكاشي هاتاكي وتنشأ بينه وبين ساسوكي أوتشيها وساكورا هارونو علاقة صداقة قوية. ناروتو نينجا من رتبة غينين من قرية كونوها، والجنتشوريكي الثالث للثعلب ذي الذيول التسعة.

#### ساسكي أوتشيها
ساسكي أوتشيها (باليابانية: うちはサスケ)، أحد الشخصيات الرئيسية في السلسلة. ظهر في البداية كأحد أبطال القصة، وأحد أعضاء قرية كونوها في الفريق السابع. ومع تطور القصة، صار ساسكي من الأعداء في القصة، بعد أن صار واحداً من أتباع الأكاتسكي. حالياً ساسكي من النينجا الهاربين، وآخر الأفراد الباقين من عشيرة الأوتشيها بعدما قام شقيقه إيتاتشي أوتشيها بقتل كل العشيرة ما عداه لتجريب قواه الجديدة كما ادعى. يعتبر ساسكي نفسه «منتقماً»، أي أنه ينوي الانتقام من أخيه بعد أن يكتسب القوة التي تؤهله لذلك. في بداية الطريق، أراد ساسكي اكتساب القوة من التمرين لذلك عمل في الفريق السابع مع مدربه كاكاشي واكتسب بعض القوة التي لم تكن معه في السابق، لكن ظهور أخيه وضربه لساسكي بحيث كان الأخير كاللعبة في يد إيتاتشي غير من تفكير ساسكي، وأصبح يريد أن يكتسب تلك القوة بطريقة ثانية لذلك توجه إلى أوروشيمارو كي يعطيه إياها.

#### ساكورا هارونو
ساكورا هارونو (باليابانية: 春野サクラ)، هي صديقة ناروتو وساسكي في الفريق السابع، وكانت من قبل صديقة إينو ياماناكا في الأكاديمية، فهي كباقي الفتيات معجبة بساسكي ولكنها تخجل أن تعبر له عن شعورها، ولكن بالمقابل، فإن ناروتو يكن لها عشقاً كبيراً. قلبها ضعيف ولا تحتمل المشاهد التي يتعرض فيها أصحابها للأذى. ساكورا هي أفضل واحدة في فريقها من حيث استخدام التشاكرا وتحريكها في جسمها بحيث لا يكون هناك طاقة ضائعة عندما تستخدم الجتسو. اشتركت فيما بعد بالحرب العظمى الرابعة تحت لواء قوات الدعم والمساعدات الطبية.

### آخرون

#### ياماتو
ياماتو (باليابانية: ヤマト) أو تينزو (باليابانية: テンゾウ) هو عضو في الأنبو، وقد تولى تدريب الفريق السابع بدلاً من كاكاشي لفترة وجيزة. واسمه الحقيقي غير معروف وياماتو وتينزو هما اسمان رمزيان استخدمها للأسباب الأمنية والعسكرية. تميز ياماتو بأنه متقن لعنصر الخشب مثل الهوكاغي الأول، وفي الحقيقة، فإنه نتيجة لإحدى تجارب أوروتشيمارو التي كان يجريها على خلايا هاشيراما. عينته السيدة تسونادي بدلاً من كاكاشي قائدًا للفريق السابع وأيضًا لمراقبة عضو أنبو الجذور ساي. اشترك مع الفريق السابع بمهمة التجسس على أوروتشيمارو. اشترك أيضًا بمهمة ختم ذي الثلاثة ذيول ومطاردة إيتاتشي. كان ياماتو من فريق حماية ناروتو قبل الحرب مع غاي. اتسم ياماتو بأنه حريص وحذر ومستعد لأي طارئ. في المواقف العصيبة، يتسم بالهدوء والتماسك.

#### ساي يامنكا
ساي (باليابانية: サイ)، هو نينجا أنبو من الجذور الذين كانوا يعملون تحت إمرة دانزو وقد أصبح عضوًا في الفريق السابع عوضًا عن ساسكي. تميز ساي بتقنيات الحبر والرسم التي طورها عندما كان في الأنبو. ساي سياف ماهر أيضًا ويرجع ذلك لأن الأنبو ماهرون باستخدام الأسلحة منها السيوف الصغيرة. اشترك ساي في العديد من المهام منها التجسس على أوروتشيمارو ومطاردة إيتاتشي ولكنه أثناء غزو بين بقي هو وأنبو الجذور تحت الأرض بأمر من دانزو. اشترك أيضًا بالحرب الرابعة تحت لواء فرقة الهجوم المفاجئ بقيادة كانكرو حيث قابل في أول معركة أخيه الميت (المبعوث إلى الحياة). انضم لاحقًا إلى الفرقة الثالثة مع كاكاشي وأصبحت مهمته ختم الأعداء المبعوثين إلى الحياة. اتسم ساي بأنه خال من المشاعر بسبب أنه كان في الأنبو، لكنه كان يبتسم «ابتسامة مزيفة» كثيرًا وعندما توطدت علاقته مع ناروتو والآخرين أصبح مهتمًا بمشاعره نحوهم وأصبح يقرأ في الكتب عن هذه المشاعر.

## معلومات أخرى
- باستثناء كاكاشي، فان جميع الأعضاء الثلاثة الأصليين للفريق ( ناروتو، ساسكى و ساكر ) قد تدربوا على يد أحد السانين. تدرب ناروتو على يد جيرايا، ساكرا تحت اشراف تسونادى، و تدرب ساسكى على يد أوروتشيمارو.
- هناك أكثر من قائد واحد في فريق كاكاشي. برغم أن كاكاشي نفسه كان القائد الرئيسي، الا أن ياماتو قد تولى القيادة أيضا و قاد الفريق في العديد من المهمات. إضافة إلى تولي نيجي هيوجا القيادة في إحدى المرات.
- حصل الفريق على دعم متمثل في صورة ساي يامنكا. لقد كان اوزوماكي ناروتو، هارونو ساكرا و أوتشيها ساسكى هم الأعضاء الأصليين. ولكن بعدما هروب ساسكى من القرية، أخذ ساي مكانه. ولكن بعد عودة ساسكى، أصبح هناك 4 أعضاء في الفريق.
- تم اختيار هذا الفريق من أجل تحقيق التوازن. كان من المفترض أن يتعلم ناروتو من ساكرا، و يتعلم ساسكى العمل الجماعي و يجب على ساكرا الاستفادة من رفاقها في الفريق.
- تم اختيار كاكاشي على وجه التحديد لقيادة هذا الفريق لسببين. الأول هو مراقبة ناروتو جينشوريكي الكيوبي. بكونه أحد أقوى الشخصيات في القرية، أصبح ناروتو مسئولية كاكاشي، والسبب الآخر هو مساعدة اوتشيها ساسكى على متابعة حياته بعد أحداث مذبحة عشيرة الأوتشيها.
- اختبر كاكاشي العديد من الفرق قبل ناروتو، ساسكى و ساكرا. ولكن فشلوا جميعا. لقد كان هذا الفريق الأول الذي ينجحه كاكاشي.
- أحد أخر المهمات التي شارك فيها الفريق السابع كانت القتال ضد كاغويا أوتسوتسوكي. لقد انتهى الأمر بنجاحهم في ختمها، و انقاذ العالم من ارهاب التسوكيومي النهائية.
- اثنين من أعضاء الفريق السابع أصبحا الهوكاجي. أصبح هاتاكي كاكاشي الهوكاجي السادس، و أصبح أوزوماكي ناروتو الهوكاجي السابع.